# بدرالدین تبریزی
بدرالدین تبریزی معمار و اندیشمند ایرانی بود که در آناتولی می‌زیست.
او احتمالاً مانند دیگر هنرمندان و دانشمندان ایرانی هم دوره خود، پس از حمله مغولان به ایران، در جستجوی امنیت به ناحیه آناتولی کوچ کرد. در کتاب مناقب‌العارفین، نوشته شمس‌الدین احمد افلاکی، آمده که او در زمینه‌های ستاره‌شناسی، ریاضیات، هندسه، کیمیاگری، فلسفه و موسیقی نیز دانش داشته‌است. افلاکی در تمجید از بدرالدین تبریزی، او را سقراط دوم و افلاطون خطاب می‌کند.